# Isabel González González
Isabel González González   (Santa Cruz de Tenerife, 1890 - 1 d'agost de 1968), coneguda pel sobrenom Azucena Roja, va ser una activista política, publicista i militant comunista espanyola, activa a les illes Canàries.

## Biografia
Nascuda cap a 1890 a Santa Cruz de Tenerife, part de la seva infància transcorreria a Cuba.Va ser col·laboradora de publicacions periòdiques com El Socialista, Espartaco o Obrero Rojo, a més de fundadora d'una Liga Femenina Socialista, que va presidir. Afí al Partit Socialista Obrer Español cap a 1919, no obstant això en 1921 s'hauria convertit en una fèrria defensora de l'ingrés dels socialistes de l'illa en la Tercera Internacional. Ja durant la Segona República tornaria a cobrar importància en la política canària, figurant en una candidatura a Corts del PCE per a les eleccions de 1933 —no obstant això el seu nom no apareixeria en la llista definitiva— i sent un dels líders de la formació a Tenerife. Feminista, hauria estat regidora de l'Ajuntament de Santa Cruz de Tenerife en 1936. Després del cop d'estat de juliol i el consegüent esclat de la guerra civil, hauria de viure nou anys ocultant-se, arran de la seva militància comunista. Va morir l'1 d'agost de 1968.